# Вероника цепочечная
Вероника цепочечная (лат. Veronica catenata) — вид растений рода Вероника (Veronica) семейства Подорожниковые (Plantaginaceae). Распространён почти на всей территории Европы и Северной Америки.

## Ботаническое описание
Преимущественно однолетнее травянистое растение, высотой от 10 до 50, редко до 60 см. Голый прямостоячий стебель в верхней части четырёхугольный, обычно ямчатый, сверху часто пурпурно-коричневый.
Стеблевые листья бесстебельные и полустеблевые. Листовые пластинки от 3 до 5, редко до 9 см длиной и около 1 см шириной, наиболее широкие ниже середины, ланцетные с заострённым верхним концом. При погружении в воду начинается рост в длину, и они могут достигать общей длины до 12 см и ширины до 2 см. Край листа зазубрен и почти цельный.
Боковое, гофрированное соцветие длиной 6–12 см содержит 15–25 цветков. Прицветники приблизительно ланцетные, длиной 4–5 мм. Цветоножка железистая или голая, длиной 3–5 мм. 
Цветки-гермафродиты имеют двойной околоцветник диаметром от 2 до 5 мм. Чашелистики продолговатые или ланцетно-яйцевидные, длиной от 3 до 3,5 мм. Лепестков четыре, лепестки бледно-голубые, бледно-розовые или беловатые с пурпурными прожилами. Стиль длиной от 1,2 до 2 мм, обычно 1,5–2 мм.
Плодоножки выступают более или менее горизонтально. Плод — коробочка, широко шаровидная или яйцевидная, длиной около 3 мм и диаметром около 3,5 мм. Неизменные чашелистики обычно короче плода.  Семена жёлто-коричневые, длиной около 0,5 мм.
Число хромосом составляет 2n = 36.

## Распространение и экология
Терофит, болотное растение. Опыление осуществляется насекомыми или самоопылением. Распространение диаспор — ветром, водой, муравьями или саморазмножением.
В северном полушарии ареал включает почти всю Европу и Северную Америку. Неясно, встречается ли вид на Азорских островах, в Молдавии и на Украине. Кроме того, неясно, естественного ли происхождения североамериканские экземпляры или были завезены туда.
По крайней мере, в Северной Америке вид растёт вдоль медленно текущих рек и на равнинах. В Центральной Европе встречается в сообществах ассоциации Bidention tripartitae.

## Систематика
Впервые вид был научно описан в 1921 году Фрэнсисом Уиттиером Пеннеллом в журнале Rhodora, Т. 23, No. 266, стр. 37.
Для Veronica catenata не существует общепринятых подтаксонов.